# Lotte Neumann
Lotte Neumann, nata Charlotte Bergmann (Berlino, 5 agosto 1896 – Gaißach, 26 febbraio 1977), è stata un'attrice, sceneggiatrice e produttrice cinematografica tedesca.

## Biografia
Lotte Neumann nacque a Berlino il 5 agosto 1896 e iniziò nel 1909 la sua carriera artistica a tredici anni come corista alla Komische Oper di Berlino, la sua città natale. Nel 1912, fece il suo debutto nel cinema in un film diretto da Max Mack. Alternò quindi la carriera teatrale a quella cinematografica e, alla fine degli anni dieci, fondò anche una piccola compagnia che produsse quattro dei film da lei interpretati. Nel 1920, fu la protagonista di Romeo und Julia im Schnee, dove fu diretta da Ernst Lubitsch. Dal 1912 al 1931, prese parte a circa una cinquantina di film. Nel 1931, infatti, apparve per l'ultima volta sullo schermo, tra i protagonisti di Die Liebesfiliale.
Negli anni trenta, intraprese una nuova carriera, quella di sceneggiatrice che la vide, fino al 1958, firmare oltre venti tra soggetti e sceneggiature, per cui utilizzò qualche volta lo pseudonimo di C.H. Diller.

## Filmografia
La filmografia è completa. Quando manca il nome del regista, questo non viene riportato nei titoli

### Attrice
- Die Launen des Schicksals, regia di Max Mack (1912)
- Im Übermut, regia di Max Mack (1912)
- Das Bild der Mutter, regia di Max Mack (1912)
- Ketten der Vergangenheit (1914)
- Das Millionen-Halsband, regia di Eugen Illés (1914)
- Ein seltsamer Fall, regia di Max Mack (1914)
- Sonne und Schatten, regia di Paul von Woringen (1915)
- Der rote Faden, regia di Paul von Woringen (1915)
- Arthur Imhoff, regia di Paul von Woringen (1915)
- In letzter Sekunde, regia di Walter Schmidthässler (1916)
- Die Fiebersonate, regia di Emmerich Hanus (1916)
- Die Bettlerin von St. Marien, regia di Alfred Halm (1916)
- Die Andere, regia di Paul von Woringen (1916)
- Das goldene Friedelchen, regia di Emmerich Hanus (1916)
- Wenn Menschen reif zur Liebe werden, regia di Fern Andra (1916)
- Lori & Co. (1917)
- Die Richterin, regia di Paul von Woringen (1917)
- Der Geigenspieler, regia di Paul von Woringen (1917)
- Die Ehe der Charlotte von Brakel, regia di Paul von Woringen (1918)
- Die Buchhalterin, regia di Paul von Woringen (1918)
- Schatten der Vergangenheit, regia di Paul von Woringen (1919)
- Der Klapperstorchverband, regia di Carl Froelich (1919)
- Das Schicksal der Carola van Geldern, regia di Carl Froelich (1919)
- Arme Thea, regia di Carl Froelich (1919)
- La strada di spine (Der Weg der Grete Lessen), regia di Rudolf Biebrach (1920)
- Romeo e Giulietta sulla neve (Romeo und Julia im Schnee), regia di Ernst Lubitsch (1920)
- Moj, regia di Rudolf Biebrach (1920)
- Die drei Tanten, regia di Rudolf Biebrach (1921)
- Eines großen Mannes Liebe, regia di Felix Basch (1921)
- Die verbotene Frucht, regia di Rudolf Biebrach (1921)
- Voto o La favorita dello sceicco (Das Gelübde), regia di Rudolf Biebrach (1921)
- Das Abenteuer des Dr. Kircheisen, regia di Rudolf Biebrach (1921)
- Der ewige Kampf, regia di Paul L. Stein (1921)
- Papa kann's nicht lassen, regia di Erich Schönfelder (1921)
- Das Spiel mit dem Weibe, regia di Adolf E. Licho (1922)
- Die Frau im Doktorhut, regia di Rudolf Biebrach (1922)
- Die Glücksfalle, regia di Arthur Wellin (1922)
- Tabea, stehe auf!, regia di Robert Dinesen (1922)
- Muz bez srdce, regia di Josef Hornák e Franz W. Koebner (1923)
- Die Brigantin von New York, regia di Hans Werckmeister (1924)
- Die Frau für 24 Stunden, regia di Reinhold Schünzel (1925)
- Die Frau in Gold, regia di Pierre Marodon (1926)
- Der gute Ruf, regia di Pierre Marodon (1926)
- Les Voleurs de gloire, regia di Pierre Marodon (1926)
- Der fröhliche Weinberg, regia di Jacob Fleck e Luise Fleck (1927)
- Er geht rechts - Sie geht links!, regia di Fred Sauer (1928)
- Die Liebesfiliale, regia di Carl Heinz Wolff (1931)

### Sceneggiatrice
- La vita del dottor Koch (Robert Koch, der Bekämpfer des Todes), regia di Hans Steinhoff (1930)
- Ein ganzer Kerl, regia di Carl Boese (1935)
- Der Bettelstudent, regia di Georg Jacoby (1936)
- Sinfonie di cuori (Du bist mein Glück), regia di Karl Heinz Martin (1936)
- Starke Herzen, regia di Herbert Maisch (1937)
- Menschen ohne Vaterland, regia di Herbert Maisch (1937)
- Die Fledermaus, regia di Paul Verhoeven e (supervisione) Hans H. Zerlett (1937)
- Rätsel um Beate, regia di Johannes Meyer (1938)
- Schüsse in Kabine 7, regia di Carl Boese (1938)
- Schwarzfahrt ins Glück, regia di Carl Boese (1938)
- Sergente Berry (Sergeant Berry), regia di Herbert Selpin (1938)
- La vita del dottor Koch (Robert Koch, der Bekämpfer des Todes), regia di Hans Steinhoff (1939)
- Tu mi appartieni (Dein Leben gehört mir), regia di Johannes Meyer (1939)
- I masnadieri (Friedrich Schiller - Der Triumph eines Genies), regia di Herbert Maisch (1940)
- Kora Terry, regia di Georg Jacoby (1940)
- Die Nacht in Venedig, regia di Paul Verhoeven (1942)
- Avventura di lusso (Ein Zug fährt ab), regia di Johannes Meyer (1942)
- Dono di primavera (Altes Herz wird wieder jung), regia di Erich Engel (1943)
- Die heimlichen Bräute, regia di Johannes Meyer (1944)
- Es lebe die Liebe, regia di Erich Engel (1944)
- Das Konzert, regia di Paul Verhoeven (1944)
- Hochzeit auf Reisen, regia di Paul Verhoeven (1953)
- Man müßte nochmal zwanzig sein, regia di Hans Quest (1958)

### Produttrice
- Die Richterin, regia di Paul von Woringen (1917)
- Der Geigenspieler, regia di Paul von Woringen (1917)
- Die Ehe der Charlotte von Brakel, regia di Paul von Woringen (1918)
- Schatten der Vergangenheit, regia di Paul von Woringen (1919)